# Modist
En modist er en person, der laver håndsyede hatte og huer. Det kan være i enkelte eksemplarer eller i mindre serier. De syr også hatte på bestilling og efter mål. Ud over at kunne sy skal man have sans for såvel mode som for, hvad der passer til den enkelte kunde. Modistfaget kræver generelt fingerfærdighed og et godt håndelag. Modister kan også reparere og ændre på gamle hatte på bestilling fra kunderne.

## Arbejdet
Karakteristisk for modistens arbejde er, at der er tale om en sammenhængende arbejdsproces, hvor man som regel er med fra idéen opstår, til den ligger til salg i butikken som en færdigsyet hat.

### Processen
Man kan sy hatte og huer i mange forskellige materialer, der skal forarbejdes på hver sin måde. Pels, filt og strå skal først gøres fugtigt. Derefter strækker man det ned over en blok, der har form som et hoved, og trækker det i den rette form. Stofhatte klipper man til efter et mønster og syr i hånden eller på symaskine. Til sidst kan man pynte med bånd, fjer, slør eller blomster.

### Særlige opgaver
Særlige opgaver er fx brudehatte og teaterhatte, der kan stille store krav til opfindsomhed og faglig kunnen.

## Galleri
| - I kunsten - Edgar Degas: Hos modisten, 1882 |